# Amor, pobreza y guerra
Amor, pobreza y guerra es una colección de ensayos y reportajes del autor, periodista y crítico literario Christopher Hitchens. El título del libro se explica en la introducción, que informa al lector sobre un proverbio antiguo que reza "la vida de un hombre es incompleta hasta que haya probado el amor, la pobreza y la guerra."
La sección de "Amor" incluye ensayos sobre algunas de las figuras literarias favoritas de Hitchens: Evelyn Waugh, James Joyce, León Trotski y Rudyard Kipling; "La pobreza" incluye críticas a grandes personalidades de la talla de la madre Teresa, Michael Moore, Mel Gibson y David Irving; mientras que "la guerra" se divide en escritos "Antes de septiembre" y "después de septiembre" que muestran la reacción de Hitchens a los ataques terroristas del 11 de septiembre de 2001. Como Colm Tóibín observa en su opinión, "el libro es eclipsado por el día y por la respuesta de Hitchens a ella." Fue, en palabras de Hitchens, "una día condesado de amor, pobreza y la guerra"